# Olatz Ferran Zubillaga
Olatz Ferran Zubillaga (Sant Sebastià, 28 de febrer de 1972) va ser una esportista basca que va competir en atletisme i ciclisme.

## Palmarès en ciclisme
- 2010
  -  Campiona d'Espanya en Persecució per equips (amb Ana Usabiaga i Leire Olaberria)
- 2012
  -  Campiona d'Espanya en Persecució per equips (amb Ana Usabiaga i Irene Usabiaga)